# Diágoras de Melos
Diágoras de Melos (Διαγόρας ὁ Μήλιος, ¿465 a. C. - 410 a. C.?), fue un sofista y poeta griego, conocido como Diágoras el Ateo.

## Biografía
Diágoras era hijo de Telecleides o Teleclito, y nació en la isla de Milo, una de las Cícladas. Según la Suda, fue discípulo de Demócrito después de que éste pagara 10 000 dracmas para liberar a Diágoras del cautiverio tras la cruel subyugación de Milo (416 a. C.); sin embargo, ninguna fuente temprana señala una asociación con Demócrito. La Suda también afirma que en su juventud Diágoras había adquirido cierta reputación como poeta lírico, y esta es probablemente la causa de su mención entre los poetas líricos Simonides, Píndaro y Baquílides. Entre sus encomios se cuentan, en particular, un panegírico sobre Ariantes de Argos, que de otro modo sería desconocido, otro sobre Nicodoro, un estadista de Mantinea, y un tercero sobre los mantineos. Nicodoro fue celebrado como estadista y legislador en su lugar natal. Eliano dice que Diágoras era amante de Nicodoro y le ayudó en su legislación, y parece que colaboró con él en la redacción de la constitución de esa ciudad, presuntamente de corte democrático. La constitución de Mantinea fue alabada más tarde por Aristóteles y Polibio como un raro ejemplo de moderación y equilibrio democrático. Cuando esta villa de la Arcadia se puso bajo la protección de Esparta, marchó a Atenas, donde pasó de ser un poeta compositor de ditirambos e himnos religiosos a ser un escéptico y ateo.
Según Sexto Empírico, Diágoras comenzó a ser ateo al comprobar cómo un enemigo suyo partía de un juicio sin castigo alguno después de haber cometido perjurio al jurar ante los dioses ser inocente, lo que le había bastado para salir sin pena. Decía Diágoras 

Si la inmoralidad puede permanecer impune, ¿para qué creer en dioses que velan la virtud humana?

Fue discípulo de Demócrito, contó los secretos de los misterios eleusinos a todo el mundo y trató de disuadir a la gente para que no se iniciara, lo que le costó una condena a muerte, por lo que marchó al exilio en el Peloponeso en el año 411 a. C.; según cuenta el historiador Diodoro Sículo, los atenienses pusieron precio a la cabeza de Diágoras, pues Aristófanes habría escrito que se prometía un talento por su muerte y dos si se lo traía vivo. cuya segunda versión existente probablemente se representó alrededor de 419-17 a. C. 
La religión puede haber sido solo el pretexto para la acusación, ya que ser un meliano lo convirtió en un objeto de sospecha de la gente de Atenas. En el año 416 a. C., Milo había sido conquistada y había sido tratado cruelmente por los atenienses, y no es imposible que Diágoras, indignado por ese trato, haya tomado parte en las luchas partidistas en Atenas, y así haya sufrido la sospecha del partido democrático. Diágoras posteriormente fue a Corinto, donde, como dice la Suda, murió.

## Filosofía
Poco se sabe con certeza con respecto a sus puntos de vista filosóficos y a la naturaleza de su presunto ateísmo. Todo lo que se sabe con certeza sobre el punto es que Diágoras se ofendió por la adoración de los dioses nacionales atenienses.

### Anécdotas antiguas
Cicerón, que escribió en el siglo I a. C., cuenta cómo un amigo de Diágoras trató de convencerlo de la existencia de los dioses, señalando cuántas imágenes votivas hablan de personas que se salvan de las tormentas en el mar "a fuerza de jurar a los dioses", a lo que Diágoras respondió que "no hay en ninguna parte exvotos de los que naufragaron y se ahogaron en el mar". Cicerón continúa para dar otro ejemplo: Diágoras estaba en un barco durante una tempestad, y la tripulación pensó que se había desencadenado por llevar a este hombre impío a bordo, y él preguntó si los otros barcos en la misma tormenta también tenían un Diágoras a bordo.
Esta anécdota y otras similares describen con precisión la relación en la que se mantuvo con la religión popular. Que mantuvo su posición con gran firmeza, y tal vez con más libertad, ingenio y audacia de lo que era aconsejable parece estar atestiguado por el hecho de que en particular obtuvo el epíteto de ateo en la antigüedad. Es posible que simplemente negara la interferencia directa de los dioses con el mundo, pero que, como no creía en la existencia personal de los dioses atenienses y su modo de actuar humano, los atenienses difícilmente pudieran haberlo considerado como algo más que un ateo.
El escritor cristiano Atenágoras de Atenas (siglo II d. C.) escribe sobre Diágoras así:

Con razón los atenienses declararon a Diágoras culpable de ateísmo, en el sentido de que no solo divulgó la doctrina órfica, y publicó los misterios de Eleusis y de los Cabiros, y cortó la estatua de madera de Hércules para hervir nabos, sino que declaró abiertamente que no había dios en absoluto.

### Inicios del escepticismo y diferencias políticas entre jonios y dorios
Volviendo a la acusación contra Diagoras que lo obligó a abandonar Atenas, era el momento en que el escepticismo empezaba a socavar los cimientos de la antigua creencia popular. El juicio de aquellos que habían roto las estatuas de Hermes, la profanación de los misterios y la acusación de Alcibíades son síntomas que muestran que la incredulidad, alimentada por las especulaciones de los filósofos y los sofistas, comenzó a parecer muy peligrosa para el partido conservador en Atenas. No hay duda de que Diágoras no le prestó ninguna atención a la religión establecida del pueblo, y ocasionalmente pudo haberla ridiculizado; pero también se aventuró en ataques directos contra las instituciones públicas del culto ateniense, como los misterios eleusinos, que se esforzó por reducir en la estimación pública, y se dice que evitó que muchas personas se iniciaran en ellos. Estos al menos son los puntos en que los antiguos le acusan, y Melantio, en su trabajo sobre los misterios, menciona el decreto aprobado contra Diágoras. 
Hubo indudablemente motivos políticos en todas estas disputas religiosas. Diágoras era meliano, y pertenecía a la raza de los dorios; era amigo de la ciudad doria Mantinea, odiada por la jónica Atenas, y había abandonado recientemente su alianza con ésta; los dorios y los jonios se oponían entre sí en varios puntos de su adoración a los dioses, y esta chispa de hostilidad se encendió en un creciente odio por la guerra del Peloponeso. Diágoras huyó de Atenas a tiempo para escapar de las consecuencias de los ataques que sus enemigos le habían impuesto. Por lo tanto, fue condenado, y el psephisma fue grabado en una columna, prometiendo un premio por su cabeza: un talento para quien llevara el cadáver a Atenas, y dos talentos para quien lo entregara vivo a los atenienses.

## Evaluación moderna
J. M. Robertson escribe sobre Diagoras que

Fue por entonces (415 a. C.) cuando el poeta Diágoras de Melos fue proscrito por ateísmo, habiendo declarado que la falta de castigo por cierto acto de iniquidad demostraba que no había dioses. Se ha dicho, con alguna razón, que la iniquidad en cuestión fue la matanza de los melianos por parte de los atenienses en el 416 a. C., y el resentimiento ateniense en ese caso fue personal y político más que religioso. Durante algún tiempo después del 415, los tribunales atenienses hicieron grandes esfuerzos para castigar todos los casos visibles de impiedad; y se alegaron parodias de los misterios eleusinos contra Alcibiades y otros. Diágoras, a quien se acusó además de divulgar los misterios eleusinos y otros, y de hacer leña con una imagen de Heracles, diciéndole al dios que realizara su decimotercera labor cociendo nabos, se convirtió desde entonces en uno de los ateos proverbiales del mundo antiguo, y una recompensa de un talento de plata fue ofrecido por matarlo, y de dos talentos por su captura vivo; a pesar de lo cual parece haber escapado.

La relación de Diágoras con la religión popular y la teología de su época no puede explicarse sin volver a las opiniones de los filósofos naturales y del movimiento intelectual de la época. Los filósofos presocráticos habían explicado cada vez más los fenómenos naturales en términos de leyes naturales sin la necesidad de una intervención divina. En particular, el atomismo de Demócrito había sustituido a un dios que gobierna el mundo por la relación de causa y efecto como la fuente de todas las cosas. Demócrito había explicado la creencia generalizada en los dioses como resultado del temor a fenómenos inusuales e irresponsables en la naturaleza; y, partiendo de este principio, Diágoras, en un momento en que la antigua creencia popular ya había sido sacudida, especialmente en las mentes de los jóvenes, se adelantó con la doctrina de que no había dioses en absoluto. Sus ataques parecen haber sido principalmente dirigidos contra los dogmas de la teología y la mitología griegas, así como contra las formas establecidas de adoración. Según la moda de los sofistas, que es caricaturizada por Aristófanes en Las nubes, Diágoras sustituyó la actividad de los dioses por los poderes activos de la naturaleza; y algunas declaraciones aisladas que han llegado hasta nosotros hacen probable que lo haya hecho de una manera ingeniosa.
Dice Jennifer Michael Hecht

El poeta Diágoras de Melos fue tal vez el ateo más famoso del siglo V. Aunque no escribió sobre el ateísmo, las anécdotas sobre su incredulidad sugieren que era un pensador seguro de sí mismo, casi provocador y muy público. Reveló los rituales secretos de la religión mistérica eleusina a todos y "los hizo ordinarios", es decir, desmitificó a propósito un preciado rito secreto, aparentemente para provocar a sus contemporáneos. En otra historia famosa, un amigo señaló una costosa exhibición de regalos votivos y dijo: "¿Crees que a los dioses no les importan los hombres? Bien: puedes ver en todas estos regalos votivos cuántas personas han escapado de la furia de las tormentas en el mar rezando a los dioses, que los han traído a puerto seguro". A lo que Diágoras respondió: "Sí, en verdad, pero ¿dónde están los exvotos de todos los que sufrieron naufragios y perecieron en las olas?" Una buena pregunta. Diágoras fue acusado de profanar los misterios, pero escapó.